# Phorticus
Phorticus is een geslacht van wantsen uit de familie van de Nabidae (Sikkelwantsen). Het geslacht werd voor het eerst wetenschappelijk beschreven door Carl Stål in 1860.

## Soorten
Het genus bevat de volgende soorten:

- Phorticus abdominalis Kerzhner, 1992
- Phorticus affinis Poppius, 1915
- Phorticus bannanus Hsiao, 1981
- Phorticus brevipennis Kerzhner, 1970
- Phorticus collaris Stål, 1873
- Phorticus distanti Ren, 1998
- Phorticus flavescens (Scott, 1880)
- Phorticus flavoscutellatus Kerzhner, 1970
- Phorticus formosanus Poppius, 1915
- Phorticus harrisi Kerzhner, 1992
- Phorticus martensi Kerzhner, 1992
- Phorticus obscuriceps Stål, 1860
- Phorticus pellax Kerzhner, 1990
- Phorticus pulchellus Reuter, 1882
- Phorticus rotundatus Kerzhner, 1990
- Phorticus schawalleri Kerzhner, 1992
- Phorticus simplicipes Kerzhner, 1992
- Phorticus socialis Harris, 1940
- Phorticus speciosus Harris, 1928
- Phorticus sulawesiensis Kerzhner, 1990
- Phorticus variegatus
- Phorticus velutinus Puton, 1895
- Phorticus viduus Stål, 1860
- Phorticus yunnanus Hsiao, 1981